# Kali nie boi stracha (Nahima Vara Raha)
Kali nie boi stracha (Nahima Vara Raha) – singel Anny Jurksztowicz, promujący ścieżkę dźwiękową do filmu W pustyni i w puszczy, drugiej adaptacji powieści o takim samym tytule. Nagrań dokonano w Studio S-4 i S-2 Polskiego Radia w Warszawie oraz w Passage One Music Studio w Johannesburgu w Republice Południowej Afryki.

## Spis utworów
- Kali nie boi stracha (Nahima Vara Raha) 4:37

## Twórcy
- Anna Jurksztowicz – śpiew
- Shaluza Max Mntambo – wokaliza
- Sinfonia Varsovia – orkiestra
- Krzesimir Dębski – muzyka, dyrygent, syntezatory
- Jacek Skubikowski – słowa
- Krzysztof Przybyłowicz – perkusja
- Tomasz Butrym – bas, sample
- Lesław Matecki – gitara
- Tadeusz Mieczkowski – realizacja nagrania